# Deindustrijalizacija
Deindustrijalizacija je smanjenje udjela industrije u ukupnom gospodarstvu. To je pojam suprotan od industrijalizacije tj. proces u kojem se gubi tradicionalna industrija, osobito teška industrija i njoj srodne industrije (npr. rudarstvo).
Deindustrijalizacija može biti ukupna i relativna. Ukupna znači: pad zaposlenosti, proizvodnje, profitabilnosti i kapitalnih resursa u industriji, kao i pad izvoza industrijskih roba i dovodi do pojave trgovinskog deficita u ovom sektoru. Relativna deindustrijalizacija znači: relativan pad udjela industrije u gospodarstvu, odražava proces strukturnih promjena u odnosima između industrije i uslužnog sektora.
U većini razvijenih zemalja, deindustrijalizacija se dogodila u drugoj polovici 20. stoljeća. U Srednjoj i Istočnoj Europi, dogodila se nakon pada komunizma početkom 1990-ih. U dijelu razvijenih zemalja nije došlo do deindustrijalizacije poput: Švedske, Italije, Danske i Australije. U dijelu zemalja trećeg svijeta dolazi do porasta industrijske proizvodnje naročito u Kini i Indiji, a također i u: Brazilu, Južnoj Africi, Meksiku, Turskoj, Filipinima, Saudijskoj Arabiji, Maleziji i Tajlandu. 

## U Hrvatskoj
U Hrvatskoj nakon Drugoga svjetskog rata započinje faza deagrarizacije i socijalističke industrijalizacije, koja doseže vrhunac potkraj 1960-ih i na početku 1970-ih godina Do deindustrijalizacije došlo je nakon pada komunizma. U Zagrebu je 1988. u industriji bilo zaposleno 130 tisuća radnika, a 2011. samo 38 tisuća radnika. Razlozi za deindustrijalizaciju u Hrvatskoj su: ekonomske promjene na svjetskoj razini, gubitak tržišta nakon raspada Jugoslavije i val stečajeva u neuspjeloj pretvorbi i privatizaciji.